# Wytyczne techniczne K-1.3
Wytyczne techniczne K-1.3 – zbiór zasad technicznych dotyczących wykonywania prac geodezyjnych w Polsce związanych z opracowaniem pierworysu mapy zasadniczej na podstawie pomiarów bezpośrednich, wprowadzony zaleceniem Dyrektora Biura Rozwoju Nauki i Techniki Głównego Urzędu Geodezji i Kartografii Stanisława Różanka z 6 stycznia 1981 do stosowania wytycznych K-1.3 "Mapa zasadnicza. Opracowanie pierworysu z pomiarów bezpośrednich". Jedynym wydaniem jest wydanie pierwsze z 1981 roku. Wytyczne stanowią uzupełnienie instrukcji technicznej K-1 będącej do 8 czerwca 2012 standardem technicznym w geodezji.
Wytyczne zostały opracowane w Okręgowym Przedsiębiorstwie Geodezyjno-Kartograficznym "Geokart" we Wrocławiu przez zespół w składzie: Mieczysław Jasólski, Teresa Partyka i Halina Pawłowska zgodnie z zaleceniami Biura Rozwoju Nauki i Techniki GUGiK, reprezentowanego przez Edwarda Jarosińskiego i określają postępowanie techniczne przy kartowaniu szczegółów sytuacyjnych i kartograficznym opracowaniu rzeźby terenu mapy zasadniczej wykonywanej w całości na jednym pierworysie lub w systemie nakładek tematycznych. 
Wytyczne definiują:
- kartowanie sytuacji jako zespół czynności, których celem jest graficzne przedstawienie na mapie w wybranej skali kształtu, wielkości i wzajemnego położenia szczegółów sytuacyjnych
- kartograficzne przedstawienie rzeźby terenu jako zespół czynności polegających na przedstawieniu w skali mapy ukształtowania terenu w formie warstwic i wysokości punktów charakterystycznych powierzchni terenu

oraz szczegółowo przedstawiają proces postępowania technicznego:
1. prace przygotowawcze (obliczenia pomocnicze)
2. kartowanie pierworysu i sprawdzanie dokładności graficznej
3. redakcja pierworysu sytuacji
4. kartowanie pierworysu rzeźby terenu i redakcja pierworysu rzeźby
5. sprawdzenie dokładności opracowania pierworysu rzeźby.